# Jack Swigert
John Leonard « Jack » Swigert, Jr., né le 30 août 1931 à Denver dans le Colorado et mort le 27 décembre 1982 à Washington, D.C., est un pilote d'essais et astronaute américain de la National Aeronautics and Space Administration (NASA).

## Biographie
Né à Denver, Jack Swigert étudie à l'université du Colorado à Boulder, où il joue au football américain universitaire. Il a obtenu un Bachelor of Science Degree en ingénierie mécanique. Il sert dans l'United States Air Force comme pilote de combat en Corée et devient pilote d'essais.
Détenteur d'un master en sciences aérospatiales du Rensselaer Polytechnic Institute et d'un Master of Business Administration de l'université de Hartford, il devient en avril 1966 l'un des 19 du cinquième groupe d'astronautes sélectionnés par la NASA.

## Vol réalisé avec Apollo 13
Jack Swigert est l'un des trois astronautes de la mission lunaire Apollo 13, lancée le 11 avril 1970. Troisième tentative d'alunissage, la mission est annulée en vol après l’explosion d'un réservoir d'oxygène du module de service du vaisseau spatial. Il est à l'origine de la célèbre phrase « Houston, we've had a problem here » (en français : « Houston, nous avons eu un problème ici »), prononcée pour annoncer la panne. Jack Swigert et les deux autres astronautes, Jim Lovell et Fred Haise, retournent sur Terre en sécurité le 17 avril après cinq jours et vingt-trois heures dans l'espace. Ils reçoivent la Presidential Medal of Freedom en 1970.

## Scandale
Jack Swigert est originellement proposé comme pilote du module de commande du projet test Apollo-Soyouz, dont il est exclu en sanction pour son rôle dans le scandale du timbre postal d'Apollo 15. Jack Swigert ne faisait pas partie de la mission Apollo 15 ; lors de l'enquête déclenchée par le scandale, il avoue à l'astronaute Deke Slayton avoir participé à des arrangements similaires. Quand les preuves contre lui s'accumulent, il devient indésirable pour l'image de la NASA, d'un point de vue de relations publiques.

## Politique et mort
Il devient directeur du personnel du Comité des sciences et techniques américain de la Chambre des Représentants. Élu pour le Parti républicain dans le sixième district du Colorado, alors nouvellement créé en novembre 1982, il meurt d'un cancer des os avant d'entrer en fonction. 
Il est le premier astronaute « lunaire » à mourir ; il est suivi, dans l'ordre, par Donn Eisele, qui a volé pour Apollo 7, sans aller sur la Lune, Ronald Evans (Apollo 17), James Irwin (Apollo 15), Stuart Roosa et Alan Shepard (tous les deux d'Apollo 14), Pete Conrad (Apollo 12), Gordon Cooper (Programme Mercury, qui n'est pas allé sur la Lune), Walter Schirra (Apollo 7, qui n'est pas allé sur la Lune), Neil Armstrong (Apollo 11, premier homme sur la Lune), Gene Cernan (Apollo 17), Richard Gordon (Apollo 12), John Watts Young (Apollo 16), Alan Bean (Apollo 12), Michael Collins (Apollo 11, pilote du module de commande, qui n'est pas allé sur la lune), Frank Borman (Gemini 7 et Apollo 8 qui n'est pas allé sur la Lune), William Anders (Apollo 8, qui n'est pas allé sur la Lune) et Jim Lovell (Gemini 7, Gemini 12, Apollo 8 et Apollo 13, qui n'est pas allé sur la Lune).

## Divers
- En 1995, Jack Swigert a été interprété par Kevin Bacon dans le film Apollo 13.
- En 1997, l'État du Colorado a envoyé sa statue à la National Statuary Hall Collection.

## Source
- (en) Cet article est partiellement ou en totalité issu de l’article de Wikipédia en anglais intitulé « Jack Swigert » (voir la liste des auteurs).